# Compressão de imagens

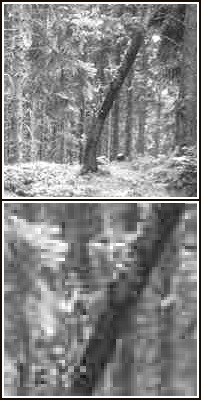
Compressão alta de JPEG, imagem acima e zoom abaixo indicando perda de resolução

Na fotografia, a compressão de imagem é o uso de um compressor de dados em imagens digitais. Como efeito, o objectivo é reduzir a redundância dos dados, de forma a armazenar ou transmitir esses mesmos dados de forma eficiente/veloz.
O tipo de compressão aplicado pode ser com ou sem perda de dados:
- A compressão sem perda de dados é normalmente aplicada em imagens em que a qualidade e a fidelidade da imagem são importantes,  como para um fotógrafo profissional, ou um médico quanto às radiografias. São exemplos deste tipo de compressão os formatos: PNG e TIFF LZW (apesar de algumas variantes deste terem perda de dados).[1]

- A compressão com perda de dados é utilizada nos casos em que a portabilidade e o tamanho reduzido da imagem são mais importantes que a qualidade,[2] sem no entanto menosprezar esta. É o caso das máquinas fotográficas digitais em geral, que gravam mais informação do que o olho humano detecta: alguns sistemas de compressão usam este fato, com vantagem, podendo por isso desperdiçar dados "irrelevantes", como por exemplo o formato de arquivo JPEG usa este tipo de compressão em imagens.[1] O formato GIF também tem uma compressão com perdas, mas diferente do JPEG, usa uma compressão "burra", que prejudica muito a qualidade da imagem, também permite salvar arquivos com fundo transparente e compressão sem ter perda de qualidade.[1]